# Villa
 Der er for få eller ingen kildehenvisninger i denne artikel, hvilket er et problem. Du kan hjælpe ved at angive troværdige kilder til de påstande, som fremføres i artiklen.

En villa er en fritliggende ejendom indrettet til beboelse af en eller et par husholdninger. Ordet villa stammer fra latin (italiensk), hvor ordet betyder "et hus på landet" og fik betydningen by på fransk (ville). Romerne skelnede mellem villa urbana eller villa suburbana, der lå i nærheden af en by, og villa rustica, der var en statelig landejendom. Særligt den første slags blev opført med stor kunstnerisk omhu.
Fra slutningen af 1800-tallet begyndte man på dansk at bruge betegnelsen villa om et landsted eller en fritliggende bygning med omgivende have, hvor bygningen var bestemt til bolig for en enkelt familie og i sin bygningsmåde bar præg af ikke at være indrettet til erhverv. I dag bruger ejendomsmæglerne villa om parcelhuse og rækkehuse, der endda helt mangler have.

## Villaens historie
Kejser Hadrians villa (ital. Villa Adriana) i nærheden af Tivoli bredte sig over et vidtstrakt område og omfattede en mængde bygninger med forskellige formål, udført i forskellige stilarter og udsmykket med dyrebare kunstværker. Enklere villaer findes ikke sjældent afbildet på antikke vægmalerier, der viser en ofte fantasifuld gruppering af de forskellige bygningsdele. I modsætning til det lukkede byhus åbnede landvillaen sig gerne med søjlegange eller altaner.
Under den italienske renæssance blev der bygget mange villaer i nærheden af de større byer. Der blev givet udstrakt råderum for fantasifulde – til tider endda vilkårlige og bizarre – elementer. Byggegrunden blev imidlertid valgt med omhu og helst på en bakkeskråning. De nærmeste omgivelser blev terrasseret og forsynet med planter og springvand. Byggeriet udviklede sig en tid mere i bredden end i højden og åbnede sig med søjlebårne kolonnader eller loggiaer. Man søgte at give det hele et så behageligt og indbydende udseende som muligt. Omnia arrideant, "alt skal se muntert ud", var renæssancereglen.
I en senere tid nærmede den statelige villa sig stadig mere paladstypen. Gode eksempler på denne type er bevaret i ret stort antal i Italien som Villa Farnesina, Villa Medici, Villa Borghese, Villa Massimi, Villa Lante og flere villaer af Palladio, bl.a. Villa Rotonda, Villa Albani, Villa Barbaro og Villa d'Este.
Den nyklassiske stilretning i slutningen af 1700-tallet gav på ny anledning til en mængde villaanlæg efter italiensk mønster, der gør sig bemærket ved lave eller flade tage med eller uden balustrader, brede vinduer og søjleopstillinger, porticoer og altaner. Typiske eksempler er Sanssouci i Potsdam og Grand Trianon ved Versailles.
I 1800-tallet vandt villabyggeri efter hovedsageligt engelsk mønster frem, dvs. mere eller mindre motiverede grupperinger af tårne, fremspring, verandaer og balkoner. I udkanten af større byer begyndte der ligefrem at opstå villakvarterer og villabyer som Eberts Villaby på Amager og Rosenvænget på Østerbro.